# Finlande aux Jeux olympiques d'hiver de 1972
La Finlande participe aux Jeux olympiques d'hiver de 1972 à Sapporo au Japon du 3 au 13 février 1972. Il s'agit de sa onzième participation à des Jeux d'hiver.
La délégation finlandaise est composée de 50 athlètes: 43 hommes et 7 femmes.

## Liste des médaillés
| Sport                  | Discipline             | Athlète(s)                                               |
| Médaille d'argent : 4  |                        |                                                          |
| Ski de fond            | 5 km classique femmes  | Marjatta Kajosmaa                                        |
| Ski de fond            | relais 3 ×5 km femmes  | Helena Takalo Hilkka Kuntola Marjatta Kajosmaa           |
| Biathlon               | relais hommes          | Esko Saira Juhani Suutarinen Heikki Ikola Mauri Röppänen |
| Combiné nordique       | Individuel hommes      | Rauno Miettinen                                          |
| Médaille de bronze : 1 |                        |                                                          |
| Ski de fond            | 10 km classique femmes | Marjatta Kajosmaa                                        |

| Sport            | Médaille d'or, Jeux olympiques | Médaille d'argent, Jeux olympiques | Médaille de bronze, Jeux olympiques | Total |
| ---------------- | ------------------------------ | ---------------------------------- | ----------------------------------- | ----- |
| Ski de fond      | 0                              | 2                                  | 1                                   | 3     |
| Biathlon         | 0                              | 1                                  | 0                                   | 1     |
| Combiné nordique | 0                              | 1                                  | 0                                   | 1     |
| Total            | 0                              | 4                                  | 1                                   | 7     |